# علم أباد (باغستان)
علم أباد (بالفارسية: علم‌آباد) هي قرية تقع في إيران في Baghestan Rural District. يقدر عدد سكانها بـ 30 نسمة .